# Brian Steen Nielsen
Brian Steen Nielsen (* 28. Dezember 1968 in Vejle) ist ein ehemaliger dänischer Fußballspieler und heutiger Fußballfunktionär und Spielerberater.

## Werdegang

### Vereinsspieler
Nielsen begann mit dem Fußball in der Jugend des Vereins seiner Heimatstadt Vejle BK. Dort erhielt er 1988 seinen ersten Profivertrag und wurde 1989 zum dänischen U21-Fußballer des Jahres gewählt. Er spielte bis 1992 insgesamt 92 Ligaspiele, in denen der defensive Mittelfeldspieler vier Tore schoss. Zur Saison 1992/93 wechselte er zu Odense BK und gewann mit der Mannschaft 1993 den Dänischen Fußballpokal. 1994 kam er in die Dienste von Fenerbahçe Istanbul in die Türkei, von wo er nach nur einem Jahr zurück nach Odense kam. 1996 wechselte er zu Urawa Red Diamonds, bei denen Nielsen in zwei Jahren jedoch nur sechs Spiele betritt. Erfolgreicher verliefen die Jahre zwischen 1998 und 2001, wo er bei AB Gladsaxe in 84 Ligaspielen zehn Tore erzielen konnte und 1999 erneut den Dänischen Pokal gewann. Von Juli 2001 bis Juli 2002 stand er in Diensten des schwedischen Vereins Malmö FF, bevor er seine Karriere zwischen 2002 und 2004 bei Aarhus GF beendete.

### Nationalmannschaft
Am 14. Februar 1990 debütierte Nielsen für die dänische Fußballnationalmannschaft. Beim 0:0-Unentschieden in einem Freundschaftsspiel gegen Ägypten wurde er in der Halbzeit eingewechselt, wurde aber nicht zu einem festen Bestandteil der Mannschaft und absolvierte bis Juni 1991 drei weitere Spiele. In den letzten Jahren der Amtszeit von Trainer Richard Møller Nielsen war Nielsen Teil des defensiven Mittelfelds und spielte an der Seite von John "Faxe" Jensen. Mit der Nationalmannschaft qualifizierte er sich Jahre später erfolgreich für den König-Fahd-Pokal 1995, die Fußball-EMs 1996 und 2000 sowie die Fußball-WM 2002. Nach 11 Spielminuten bei der Fußball-Weltmeisterschaft 2002 war seine Nationalmannschaftskarriere unter dem neuen Trainer Morten Olsen zu Ende. Nielsen bestritt 66 Länderspiele und erzielte dabei drei Tore.

### Funktionär
Am 1. Juli 2004 wurde Nielsen Sportlicher Leiter bei seinem letzten Verein Aarhus GF. Diesen Posten hatte er bis zum Ende der Saison 2013/14 inne. Seit 2015 ist er als Berater tätig.

## Kontroversen
2016 tauchte der Name Nielsens in den Panama Papers auf, laut denen der Däne 2002 auf den Britischen Jungferninseln das Unternehmen Ress Star Team Inc. als Briefkastenfirma gegründet hat.
Er beendete seine Vereinskarriere in Dänemark bei AGF, wo er die letzten Jahre an der Seite von Stig Tøfting spielte. Sein Aufenthalt bei diesem Verein war jedoch dadurch gekennzeichnet, dass er seinem Teamkollegen Nikolaj Hust beim Training einen Kopfstoß versetzte. Hust klagte ihn nicht an, jedoch erfuhr die Presse von dem Vorfall, woraufhin Nielsen von der Polizei angeklagt und zu zehn Geldstrafen von 50 Pfund verurteilt wurde.

## Errungene Titel

### Mit der Nationalmannschaft
- König-Fahd-Pokal 1995[4][2]

### Mit seinen Vereinen
- Dänischer Fußballpokal: 1993, 1999[2]